# Eleccions generals de Tanzània de 1995
Les eleccions generals es van celebrar en Tanzània el 29 d'octubre i el 29 de novembre de 1995. Van ser les primeres eleccions generals multipartidistes després de l'aixecament de la prohibició dels partits polítics diferents de Partit de la Revolució (CCM) en 1992. No obstant això, el CCM va mantenir el seu control del país, ja que el seu candidat Benjamin Mkapa va guanyar les eleccions presidencials i el partit va guanyar 186 dels 232 districtes electorals. 182 dels districtes electorals estaven en el continent, i 50 a Zanzíbar.
Després de l'elecció, es van concedir als partits 37 escons addicionals per a dones parlamentàries en funció de la proporció d'escons en l'Assemblea Nacional, mentre que cinc membres van ser triats per la Cambra de Representants de Zanzíbar i deu membres van ser proposats pel President. El Fiscal General era també membre d'ofici, amb el que el nombre total de parlamentaris ascendia a 285.

## Resultats

### President
| Candidat           | Partit                 | Vots      | %     |
| ------------------ | ---------------------- | --------- | ----- |
| Benjamin Mkapa     | Partit de la Revolució | 4,026,422 | 61.82 |
| Augustino Mrema    | NCCR–Mageuzi           | 1,808,616 | 27.77 |
| Ibrahim Lipumba    | Front Cívic Unit       | 418,973   | 6.43  |
| John Cheyo         | Partit Democràtic Unit | 258,734   | 3.97  |
| Vots nuls/en blanc | Vots nuls/en blanc     | 333,936   | -     |
| Total              | Total                  | 6,846,681 | 100   |
| Font: EISA         |                        |           |       |

### Assemblea nacional
| Partit                                      | Vots      | %     | Escons | Dones |
| ------------------------------------------- | --------- | ----- | ------ | ----- |
| Partit de la Revolució                      | 3,814,206 | 59.22 | 186    | 28    |
| NCCR–Mageuzi                                | 1,406,343 | 21.83 | 16     | 3     |
| Chadema                                     | 396,825   | 6.16  | 3      | 1     |
| Front Cívic Unit                            | 323,432   | 5.02  | 24     | 4     |
| Partit Democràtic Unit                      | 213,547   | 3.32  | 3      | 1     |
| Aliança Democràtica de Tanzània             | 76,636    | 1.19  | 0      | 0     |
| Aliança per a la Reconstrucció Nacional     | 60,707    | 0.94  | 0      | 0     |
| Unió per a la Democràcia Multipartidista    | 41,257    | 0.64  | 0      | 0     |
| Partit Laborista de Tanzània                | 27,963    | 0.43  | 0      | 0     |
| Lliga Nacional per a la Democràcia          | 26,666    | 0.41  | 0      | 0     |
| Partit Democràtic del Poble Unit            | 19,841    | 0.31  | 0      | 0     |
| Partit Nacional Popular                     | 18,155    | 0.28  | 0      | 0     |
| Partit Progressista de Tanzània - Maendeleo | 15,335    | 0.24  | 0      | 0     |
| Vots nuls/en blanc                          | 405,768   | -     | -      | -     |
| Total                                       | 6,846,681 | 100   | 232    | 37    |
| Font: EISA                                  |           |       |        |       |